# 2018 CB
2018 CB — астероид, сближающийся с Землёй и Марсом.
Обнаружен обзором Catalina Sky Survey 4 февраля 2018 года. 10 февраля 2018 года в 01:30 мск сблизился с Землёй до 64 тыс. км.
Во время сближения в 1953 году притяжение Земли изменило орбиту этого астероида и расчёты его орбиты до этого времени не являются надёжными. Во время сближения 2090 года орбита этого астероида также изменится.

## Сближения
| дата             | а.е.     | расстояний до Луны | небесное тело |
| ---------------- | -------- | ------------------ | ------------- |
| 10.02.1953 15:35 | 0,006488 | 2,53               | Земля         |
| 11.02.1953 13:30 | 0,007031 | 2,74               | Луна          |
| 15.12.2012 19:19 | 0,036799 | 14,3               | Марс          |
| 09.02.2018 22:29 | 0,000466 | 0,18               | Земля         |
| 10.02.2018 12:56 | 0,001924 | 0,75               | Луна          |
| 03.02.2085 4:15  | 0,033946 | 13,2               | Земля         |
| 08.02.2090 8:34  | 0,008340 | 3,25               | Луна          |
| 08.02.2090 13:11 | 0,006244 | 2,43               | Земля         |